# در ستایش عشق

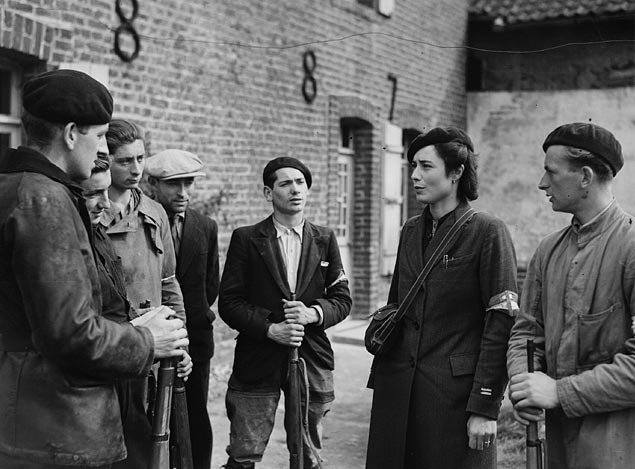
در به چالش کشیدن عشق و زمان این فیلم درک عمیقی ایجاد کرده..و یا ضرب المثل مخصوص آلمانی که می‌گوید بگذار زندگی تورا سوپرایز کند...می‌شود نگاهی دیگر به این فیلم دانست که همه چیز پشت سر هم‌نیست و گاهی به شکل سوپرایز جلوه میکند

در ستایش عشق (به فرانسوی: Éloge de l'amour) فیلمی سیاه و سفید و رنگی به کارگردانی ژان-لوک گدار و فیلمبرداری ژولیان ایخش و کریستوف پولاک ساخته شده به سال ۲۰۰۱ است. این فیلم در جشنواره کن نامزد دریافت نخل طلایی و همینطور برندهٔ سیمرغ بلورین در جشنواره فیلم فجر شد.
این گفته از گدار مشهور است که می گوید: «فیلم باید آغاز، وسط و پایانی داشته باشد، اما نه لزوماً به همین ترتیب.» این گفته وی در فیلم در ستایش عشق به تصویر کشیده شده است.